# دوري اسطنبول لكرة القدم 1944–45
دوري اسطنبول لكرة القدم 1944–45 (بالتركية: 1944-45 İstanbul Futbol Ligi)‏ هو موسم من دوري اسطنبول لكرة القدم ‏. فاز فيه نادي بشكتاش.